# 普里斯基
50°7′34″N 25°21′37″E / 50.12611°N 25.36028°E
普里斯基（烏克蘭語：Приски），是烏克蘭西北部的村莊，隸屬里夫內州的杜布諾區。該村始建於1570年，面積0.46平方公里，海拔高度245米，2001年人口169，人口密度每平方公里368.2人。